# 市川市霊園

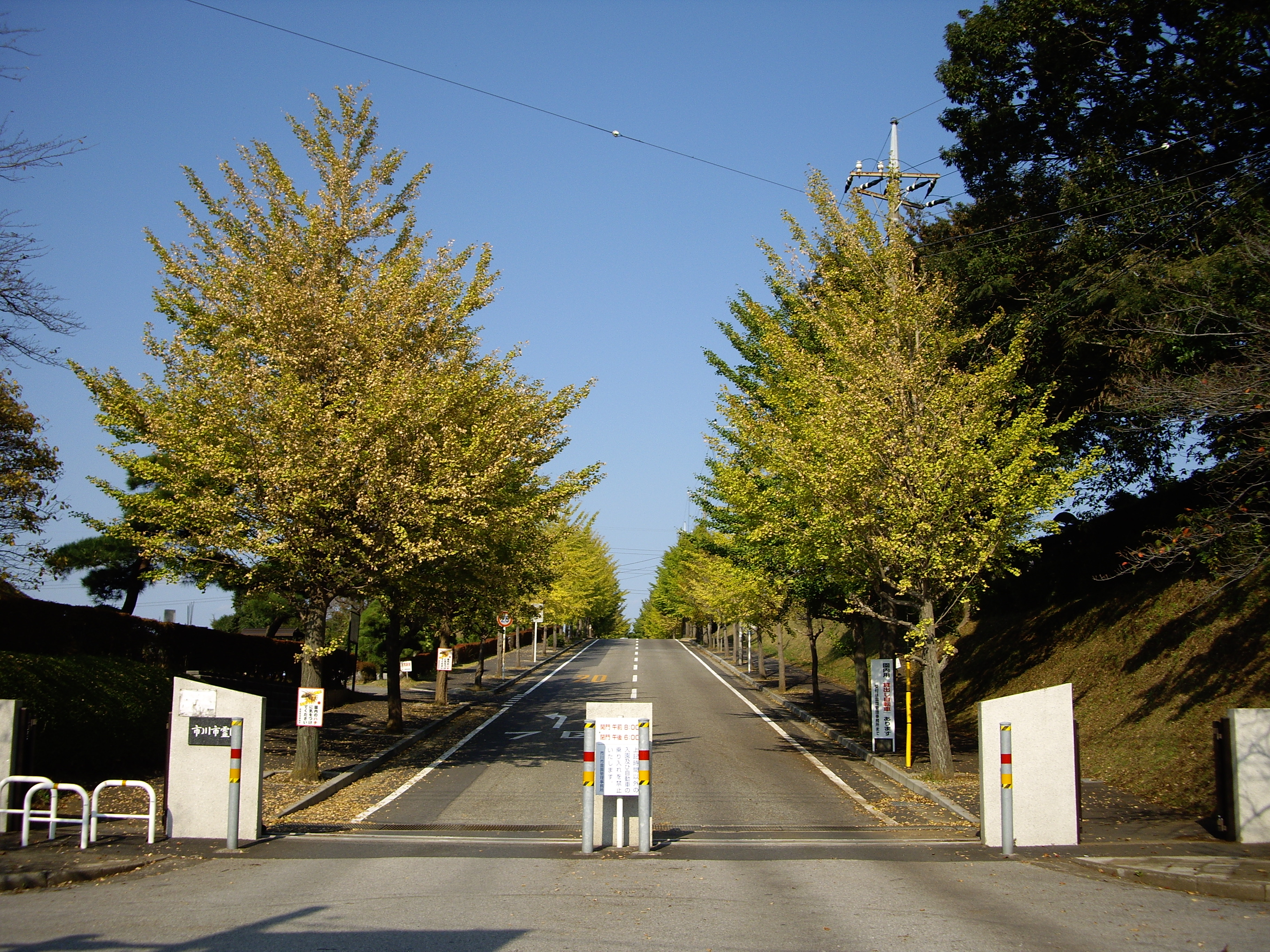
市川市霊園

市川市霊園（いちかわしれいえん、Ichikawa City Cemetery Park）は、千葉県市川市にある墓地である。所管は、市川市 斎場霊園管理課。緑が溢れる霊園として、1962年に開園。なお、一部で市川霊園と表記されている事例がある（例:Googleマップ）。

## 概要
市川市霊園は、市川市東北部の大町公園に隣接した丘陵地帯に位置する霊園。1962年開園。
約26万平方メートルの園内に、約16,000区画の墓地が造成されている。また、墓地の他に一時的に納骨できる霊堂施設を設置している。2003年、約5,000体の遺骨が収蔵可能な合葬式墓地を千葉県内の自治体で初めて開設している。
また、近隣に緑地広場や市川市動植物園があり、市民の憩いの場として親しまれている。

## 周辺
- 市川市斎場
- 中山競馬場
- 姥山貝塚
- 市川市文学の散歩道
- 市川市青年の森キャンプ場
- 市川市動植物園

## アクセス
1. JR武蔵野線「市川大野駅」より
  - 柏井車庫行バスで「市営霊園」下車　霊園正門まで徒歩約2分（※土日祝運休）
  - 動植物園行バスで「大野4丁目」下車　霊園正門まで徒歩約10分 （※土日祝のみ運行）
2. JR総武線「本八幡駅」もしくは京成電鉄「八幡駅」より
  - 1のバスまたは医療センター入口行バス 終点下車　霊園正門まで徒歩約10分
3. JR総武線「下総中山駅」より
  - 市営霊園行バスまたは医療センター行バス 「市営霊園」下車　霊園正門まで徒歩約2分